# 馮熊
馮熊（1513年—？年），字伯祥，浙江金華府金華縣人，民籍，治《詩經》，明朝政治人物。

## 生平
嘉靖十年（1531年）辛卯科浙江鄉試第三十七名舉人。嘉靖二十三年（1544年）中式甲辰科會試第一百十一名，登第二甲第二十九名進士。嘉靖三十七年（1558年）官廣東廣州府知府。

## 家族
曾祖馮傑，按察司按察使進階中奉大夫；祖父馮暘，知縣 贈主事；父馮洙，知州前員外郎。前母章氏（贈安人）；司馬氏（封安人）。